# Будівництво 506 і ВТТ
Будівництво 506 і ВТТ — підрозділ, що діяв в системі виправно-трудових установ СРСР.
Організований 12.05.50;

закритий 29.04.53 (таб. підр. передані в ОВТК УМЮ по Сахалінській обл., реорг. в УВТТК УМЮ)

## Підпорядкування і дислокація
- ГУЛЖДС;
- ГУЛАГ МЮ з 02.04.53.

Дислокація: Сахалінська область, в р-ні н.п. Дербінське на 12.05.50;

м. Олександрівськ-Сахалінський на 11.09.51;

Сахалінська обл., Кіровський р-н, с. Тимовське на 27.02.53

## Виконувані роботи
- будівництво на Сахаліні залізниці Комсомольськ — Побєдино з поромною переправою і тунельних переходом через Татарську протоку,
- лісозаготівлі, лісосплавні роботи,
- автотранспортні перевезення,
- виробництво цегли та вапна, видобуток каменю, роботи ДОК (р-н ст. Тимовське),
- ремонт механізмів та автомашин, швейні та взуттєві підприємства,
- с/г (рослинництво)

## Чисельність з/к
- 10.50 — 1519,
- 01.01.51 — 3761,
- 01.01.52 — 12 533,
- 01.01.53 — 14 165;
- 19.05.53 — 8910